# John Cameron Mitchell
John Cameron Mitchell (* 21. dubna 1963, El Paso, USA) je americký autor, herec a režisér nominovaný na Zlatý glóbus. Proslavil se provokativními filmy Hedwig a Angry Inch a Shortbus.

## Původ
Mitchell se narodil v El Pasu ve státě Texas. Jako syn bývalého generálmajora armády Spojených států vyrostl na základnách ve Spojených státech, Německu a Skotsku, kde navštěvoval hlavně římskokatolické církevní školy. Jeho matka pochází z Glasgow ve Skotsku, odkud emigrovala do USA jako učitelka. Jeho bratr Colin je také herec, autor a filmař.

## Umělecká dráha
Mitchellova první profesionální divadelní role byl Huckelbery Finn v adaptaci Organic Theatre (1985) uvedené v Chicagském Goodman Theatre. V New Yorku si poprvé zahrál Hucka Finna v Broadwayském muzikálu Velká řeka (Big River, 1985). Na Broadwayi také ztvárnil roli Dickona v muzikálu The Secret Garden a mimo Broadway se objevil v původním obsazení muzikálu Hello Again. Za obě role získal nominaci na ocenění Drama Desk a objevil se na jejich původních nahrávkách. (Zkrácená verze skladby „Giants in the Sky“ je také bonus na remasterovaném albu Into the Woods Stephena Sonheima z roku 2007). Objevil se v původním obsazení hry Šest stupňů odloučení (Six Degrees of Separation) John Guare (na i mimo Broadway). Hrál v mimobroadwayském pokračování hry Larryho Kramera The Normal Heart, Destiny of Me, za niž obdržel Obie Award časopisu Village Voice a nominaci na cenu Drama Desk.
Mitchellovy rané televizní práce zahrnují hostující role v seriálech MacGyver, Head of the Class, Právo a pořádek, The Twilight Zone, v sérii Noční můra v Elm Street, The Equalizer (1985), Our House, v televizních filmech The Dreamer of Oz (1990), The Stepford Children (1987) a v pořadu ABC Afterschool Special – v úvodním dílu 15. sezóny A Desperate Exit (s jedinou replikou: „Je mrtvý, nechápete to? Zabil se.“). Byl v základním obsazení situační komedie televizní stanice Fox Party Girl (1997) a dlouhodobě daboval animovaného klokana Sydneyho v reklamách firmy General Mills na sušenky Dunk-a-roos.
Jeho první filmová úloha byla v naučném snímku o řízení v opilosti Just Along for the Ride (1983). Poté následovala hlavní role v obdobně osvětovém My Father's Son: The Legacy of Alcoholism (1984) a jeho vůbec první filmová úloha opilého mladíka („Hej, kluci, kde je pivo?“) v komedii One More Saturday Night (1986). Jeho další hlavní i vedlejší role zahrnují vraždícího „new-wavera“ J.L. v akční kriminálce Band of the Hand (1986), emigrujícího polského houslistu Jacka v Misplaced (1989) a náctiletého básníka Lotharia v romantické komedii Kniha lásky (Book of Love, 1990). Měl také jednu větu („Roznáška!“) ve filmu Spika Leeho Sex po telefonu (Girl Six 1996) jako Rob, adept na pornografického herce.
Mitchell je zakládajícím členem Drama Department Theatre Company, pro kterou adaptoval a režíroval hru Tennessee Williamse Kingdom of Earth se Cynthií Nixonovou a Peterem Sarsgaardem v hlavních rolích.

### Hedwig and the Angry Inch
V roce 1998 Mitchell napsal (společně se skladatelem Stephenem Traskem) a hrál v mimobroadwayském muzikálu Hedwig and Angry Inch, který získal cenu Obie Award. Šlo o muzikál o východoněmeckém transgenderovém rockovém hudebníkovi pronásledujícím svého ex-milence, který kopíroval jeho skladby.
O tři roky později režíroval a hrál titulní úlohu ve stejnojmenné filmové verzi muzikálu, za jehož režii kterou získal cenu na filmovém festivalu Sundance 2001. Jeho herecký výkon byl nominován na Zlatý glóbus v kategorii Nejlepší herec v muzikálu/komedii.
Jak hra, tak film byly kritikou vřele přijaty a získaly kultovní obdivovatele po celém světě.

### Shortbus

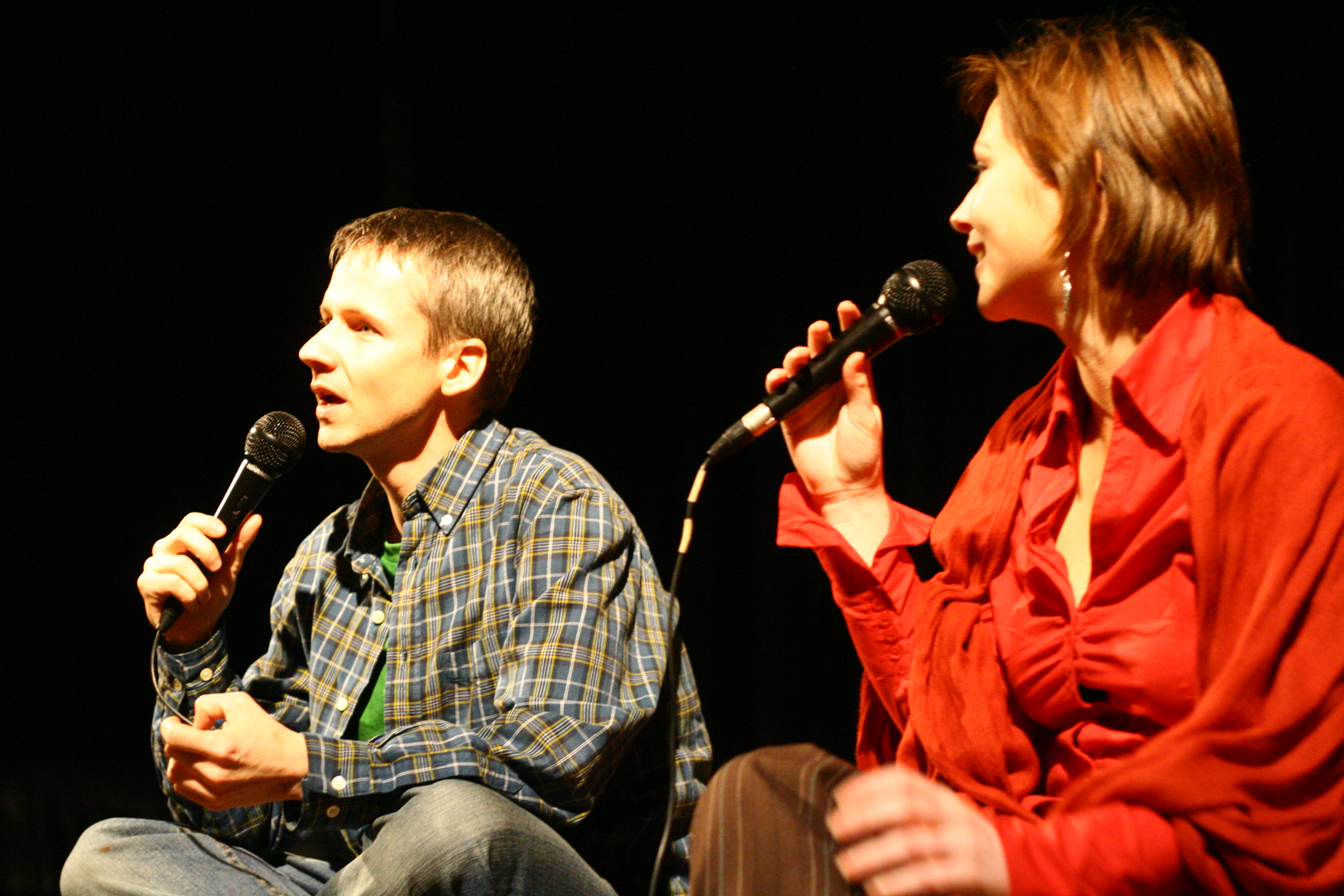
J. C. Mitchell při pražské festivalové premiéře Shortbusu v listopadu 2006.

Po úspěchu Hedwiky začal Mitchell pracovat na psaní, produkci a režii filmu, který měl zahrnovat explicitní sex a při němž se chtěl obejít bez hereckých hvězd. Po třech letech hledání herců, nácviků a produkční práce měl výsledný snímek pojmenovaný Shortbus premiéru v květnu 2006 na filmovém festivalu v Cannes. Film získal řadu ocenění na mezinárodních filmových festivalech v řeckých Athénách, španělském Gijónu a švýcarském Curychu.

### Králičí nora
Třetím celovečerním filmem v Mitchellově režii se stalo v roce 2010 psychologické drama Králičí nora (Rabbit Hole). Šlo o filmový přepis stejnojmenné divadelní hry Davida Lindsay-Abairea. Světovou premiéru měl na festivalu v Torontu. Nicole Kidmanová byla za svou hlavní roli nominována na Oscara.

### Další práce
Mitchell byl výkonným producentem dokumentárního filmu Ternation (2004) o životě Jonathana Caouettea, s nímž se setkal při náboru pro film Shortbus. Snímek získal cenu za nejlepší dokument od National Society of Film Critics, dále ceny Independent Spirit Award a Gotham Award.
V roce 2005 režíroval hudební klipy pro kapelu Bright Eyes k písni „First Day of My Life“ a pro Scissor Sisters k písni „Filthy/Gorgeous“. Ta byla kvůli explicitnímu sexuálnímu obsahu na MTV Europe zakázána.
Vystupoval jako znalec v talk-show Politically Incorrect a v různých dalších pořadech televizních stanic VH1 a Independent Film Channel. Dva roky uváděl filmy v show nazvané Escape From Hollywood na kanálu IFC. Dále točí řadu krátkých filmů a reklamních spotů pro značku Dior.
V roce 2012 se Mitchell podílel na scénáři a produkci krátkého animovaného filmu na hudbu Sigur Rós s názvem Seraph, jenž režíroval Dash Shaw a byl uveden na Sundance 2013.

## Soukromý život
Mitchell žije v New Yorku. V roce 1985 prodělal svůj rodinný coming out a s informací o své homosexualitě vyšel na veřejnost roku 1992 v deníku New York Times. Jeho následující práce často prozkoumávají sexualitu a gender.